# Fernando Farias
Fernando Lopes de Farias (Maceió, 6 de fevereiro de 1952) é um empresário e político brasileiro, filiado ao Movimento Democrático Brasileiro (MDB). É suplente de senador eleito pelo estado de Alagoas, mas assumiu o cargo em 2 de fevereiro de 2023 em razão da indicação do titular, Renan Filho (MDB), para o Ministério dos Transportes do Governo Lula.